# Karesioğulları
Les Karesioğullari sont les membres d’une tribu turque arrivée sur la rive orientale du détroit des Dardanelles et de la mer de Marmara pendant l'époque des beylicats après la chute du sultanat seldjoukide de Roum. Ils sont aussi appelés Karasioğullari ou Beys de Karasi. Ils créent une petite et éphémère principauté avec pour capitale Balıkesir (vers 1303). Les Ottomans ne contrôlent à cette époque que la rive asiatique du Bosphore. Ces deux petits états sont situés face aux dernières possessions asiatiques de l'empire byzantin. Le beylicat des Karesioğullari est le premier à être annexé par les Ottomans pendant le règne d’Orhan en 1345 ce qui laisse les Ottomans seuls face aux Byzantins.

## Histoire
L’éponyme de la dynastie et fondateur du beylicat, Karesi serait un descendant des Danichmendides une dynastie qui a régné sur le centre de l’Anatolie avant l’arrivée des Seldjoukides et l’installation du sultanat de Roum.

### Karesi
En 1306 lorsque les Seldjoukides font une irruption dans l'ouest de l'Anatolie, l'émir de Karesi (ou Karasi) devint maître de la province de Bergama.
La principauté des Karesioğullari devient l’avant poste des Seldjoukides à la frontière Byzantine. Karesi et son père ont conquis Balıkesir et Bergama, ils choisissent Balıkesir comme capitale.
Leur territoire s’étend sur 24 000 km2, il couvre les provinces turques actuelles de Balikesir et de Çanakkale hormis l’île de Ténédos, dans la province d’İzmir les districts Dikili, Bergama et Kınık et le district de Soma dans la province de Manisa.
Karesi à quatre fils :
- Aclan
- Demirhan  (peut-être fils de Aclan)
- Yahşihan
- Dursun s’est mis au service du sultan ottoman Orhan (vers 1325). Cela qui lui vaut d’être assassiné par sa famille.

### Les fils de Karesi
Aclan (Adjlan, Ajlan) est peut-être le père de Demirhan (Demir Han) qui lui succède.
En 1332, la ligue des puissances chrétiennes commence à prendre forme. En septembre 1332, l’empereur de Byzance Andronic III est invité à prendre part aux côtés des Vénitiens et des chevaliers de Rhodes à la formation d’une ligue navale. La ligue anti-turque, telle qu’elle est constituée en 1334 à Avignon, admet le principe d'une participation byzantine. Entre-temps, la situation s’est dégradée. En 1332 et 1333, Umur d’Aydin a lancé ses premières opérations de piraterie dans la mer Égée. L’objectif militaire prioritaire de la ligue doit donc être le port de Smyrne, point de départ des expéditions d’Umur. Dans l’été de 1334, une flotte de 40 navires réunie par ses membres fait voile vers la Méditerranée orientale. Elle remporte quelques succès sur les Turcs, en particulier sur l’émir de Karesi au large d’Adramyttion, mais ne parvient pas à atteindre Smyrne et se retire vers la fin de l'année. Le pape Jean XXII meurt en décembre et la ligue reste quelque temps inactive.
Demirhan doit se soumettre aux Byzantins en 1335.
Vers 1336, Orhan a déjà annexé l’émirat de Karesi, repoussant les limites de ses possessions jusqu’à la mer de Marmara et le détroit des Dardanelles, et au sud jusqu’à Bergama. Le beylicat devient une province ottomane, le sandjak de Karesi. Les ambitions territoriales d'Orhan s’arrêtent 1à, provisoirement. Mais pendant toute cette période, les pirates turcs partis de tous les points de la côte asiatique poursuivent leurs opérations de pillage dans les îles et sur le rivage de la Thrace.
En 1345, Aclan se rend à Bursa, la capitale ottomane, il y meurt en 1347 et y est enterré.

### Şücaeddin Yahşihan
Şücaeddin Yahşihan est celui qu'Ibn Battûta rencontre lors de son passage à Bergama en automne 1333 :

« Nous partîmes le lendemain et nous arrivâmes à Berghamah, ville en ruine, qui possède une citadelle grande et très forte, située sur la cime d’une montagne. ... Il (Le sultan) est appelé Yakhchy khân. Khân, chez ces peuples, signifie la même chose que Sultan, et yakhchy veut dire excellent. Nous le trouvâmes dans son habitation d’été ; on lui annonça notre arrivée, et il nous envoya un festin et une pièce de cette étoffe appelée kodsy. »

— Ibn Battûta, Op.cit., vol. II (lire en ligne), « Du sultan de Berghamah », p. 145 (.pdf).
Quelques jours après son passage à Bergama, Ibn Battûta passe à de Balikesir où il rencontre un fils ou neveu de Yahşihan :

« Il se nomme Domoûr khân, et il ne possède aucune bonne qualité. C’est son père qui a bâti cette ville, dont la population s’est accrue d’un grand nombre de vauriens, sous le règne du prince actuel ; « car les hommes suivent la religion de leur roi » (tel roi, tel peuple). »

— Ibn Battûta, Op.cit., vol. II (lire en ligne), « Du sultan de Balîkesri », p. 146 (.pdf).
Yahşihan continue de régner sur Bergama jusqu’en 1344. En 1341 et 1342 il franchit le détroit des Dardanelles et ne parvient pas à s’installer sur la péninsule de Gallipoli. Néanmoins, ces expéditions ont montré la voie à suivre pour la conquête de l’empire byzantin.
Süleyman, bey de Çanakkale (fils ou neveu  de Yahşihan), a été au service de Süleyman Pacha fils d’Orhan. Il organise en 1343, une troisième expédition à Gallipoli, mais c’est l’expédition de 1344 menée par Suleyman Pacha qui permet aux Ottomans de s’installer sur la rive Ouest du détroit.

## La dynastie

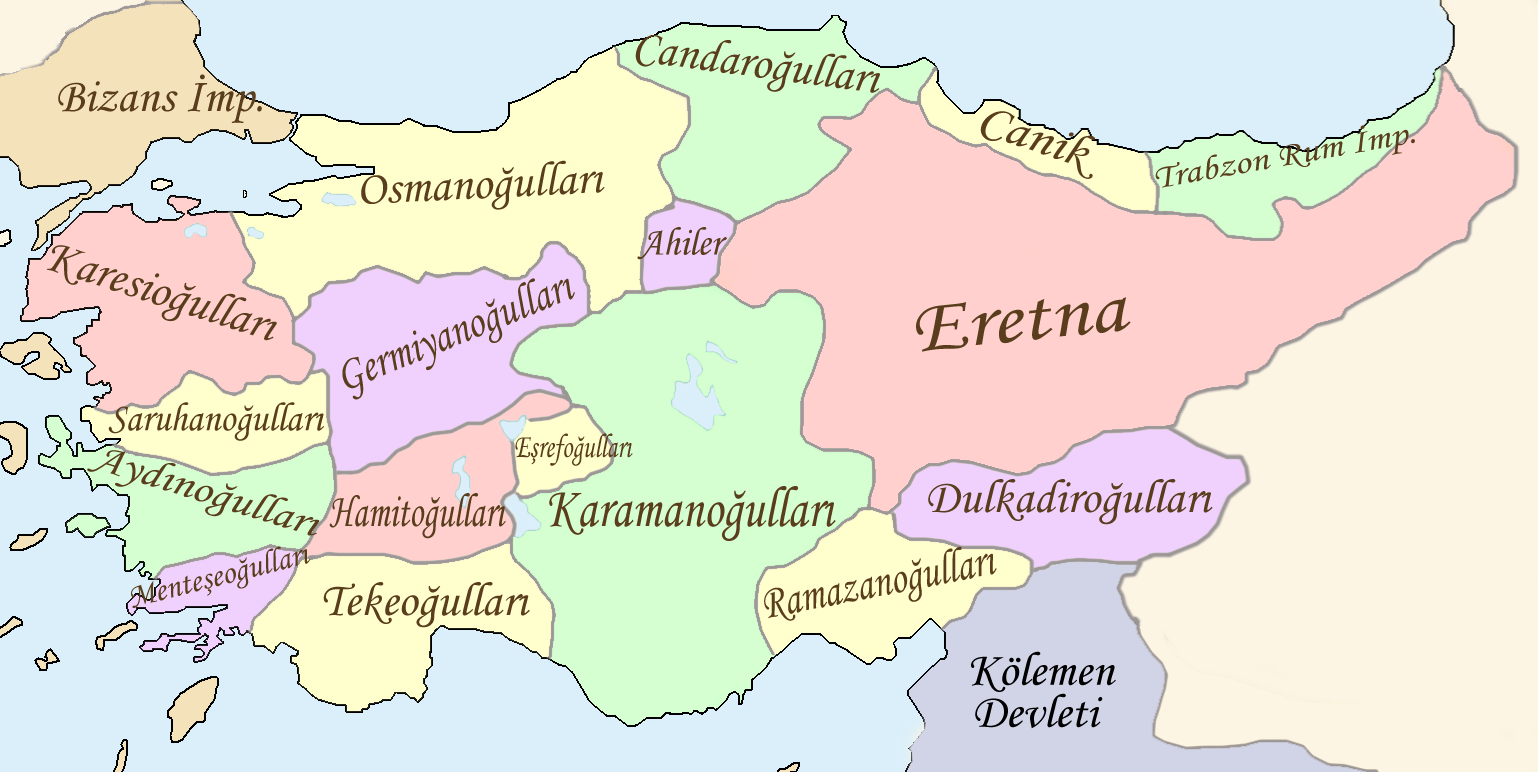
Carte des beylicats d’Anatolie formés après la Bataille de Köse Dağ (26 juin 1243)

| 1303-1328 | Qarasi                     | Karesi             | Kalem Şah                | Fondateur de la dynastie.                             |
| 1328      | `Ajlan                     | Aclan              | Karesi                   |                                                       |
| 1328-1345 | Shujâ` al-Dîn Yakhshî Khân | Şücaeddin Yahşihan | Karesi                   | A Bergama                                             |
| 1345-1351 | Demir Khân                 | Demirhan           | Karesi (peut-être Aclan) | A Balıkesir                                           |
| 1351-1361 | Sulayman                   | Süleyman           | Demirhan                 | Règne sous la tutelle ottomane à Truva puis Çanakkale |